# Alessandro Malaspina
Alessandro Malaspina (Mulazzo, 5 de novembro de 1754 — Pontremoli, 9 de abril de 1810), também conhecido por Alejandro Malaspina ou Alexandro Malaspina, foi um oficial naval e explorador italiano, de origem toscana, que passou a maior parte da sua vida como oficial da Armada Espanhola. Sob uma comissão real espanhola, empreendeu uma circum-navegação, que durou de 1786 a 1788, e depois, de 1789 a 1794, uma expedição científica (a Expedição Malaspina) ao longo das costas do Oceano Pacífico, explorando e mapeando grande parte da costa oeste das Américas, desde o Cabo Horn ao Golfo do Alasca, cruzando aquele oceano até Guam e Filipinas, com escalas na Nova Zelândia, Austrália e Tonga.